# نواعم (فلم)
نواعم فيلم مصري إنتاج عام 1988م.

## طاقم التمثيل
- شهيرة (نواعم)
- محمود ياسين (سيد أبو قورة)
- نعيمة الصغير
- صلاح قابيل (عزيز)
- حسين الشربيني
- فؤاد أحمد
- فريد شوقي (هريدي)
- إبراهيم خان